# The Essential King Crimson: Frame by Frame
The Essential King Crimson: Frame by Frame – archiwalny box set King Crimson, wydany 22 października 1991 roku nakładem Virgin Records jako poczwórny CD. Trzy pierwsze płyty zawierają nagrania studyjne z lat 1969–1984, natomiast czwarta płyta – nagrania koncertowe z tego samego okresu.

## Historia albumu
Pierwsze trzy płyty podsumowują zróżnicowane składy King Crimson z pierwszego okresu: pierwsza koncentruje się na często jazzującym rocku symfonicznym z lat 1969–1971 (w tym prawie cały album In the Court of the Crimson King), druga obejmuje ciężkie, eksperymentalne pejzaże dźwiękowe z lat 1973–1974, a trzecia – inspirowany nową falą progresywnego popu z lat 1981–1984. Czwarty krążek zawiera koncertowe samplingi King Crimson z lat 1969–1984. Całość została zapakowana w kwadratowe, 12-calowe pudełko z 4 płytami CD w osobnych pudełkach z 4-stronicową książeczką każda. Box zawiera „In The Wake Of King Crimson” (kompletne drzewo genealogiczne King Crimson opracowane i narysowane przez Hideyo Itoh w grudniu 1989 roku) oraz kolorową, 64-stronicową książeczkę.
Zdaniem Roberta Frippa The Essential King Crimson: Frame By Frame jest „najbardziej reprezentatywnym wyborem utworów z dorobku King Crimson do tamtej pory”.

## Lista utworów
Lista według Discogs:
| 1.  | 21st Century Schizoid Man (Fripp, Sinfield, McDonald, Lake, Giles) | 7:20    |
|     |                                                                    |         |
| 2.  | I Talk To The Wind (McDonald, Sinfield)                            | 6:05    |
|     |                                                                    |         |
| 3.  | Epitaph (Fripp, Sinfield, McDonald, Lake, Giles)                   | 8:44    |
|     |                                                                    |         |
| 4.  | Moonchild (Fripp, Sinfield, McDonald, Lake, Giles)                 | 2:26    |
|     |                                                                    |         |
| 5.  | In The Court Of The Crimson King (McDonald, Sinfield)              | 9:25    |
|     |                                                                    |         |
| 6.  | Peace - A Theme (Fripp)                                            | 1:16    |
|     |                                                                    |         |
| 7.  | Cat Food (Fripp, Sinfield, McDonald)                               | 2:45    |
|     |                                                                    |         |
| 8.  | Groon (Fripp)                                                      | 3:31    |
|     |                                                                    |         |
| 9.  | Cadence And Cascade (Re-mix) (Fripp, Sinfield)                     | 4:10    |
|     |                                                                    |         |
| 10. | The Sailor's Tale (Abridged) (Fripp)                               | 7:27    |
|     |                                                                    |         |
| 11. | Ladies Of The Road (Fripp, Sinfield)                               | 5:31    |
|     |                                                                    |         |
| 12. | Bolero (Re-mix) (Fripp)                                            | 6:45    |
|     |                                                                    |         |
|     |                                                                    | 1:05:25 |
|     |                                                                    |         |

| 1.  | Larks' Tongues In Aspic: Part One (Abridged) (Cross, Fripp, Wetton, Bruford, Muir) | 10:53   |
|     |                                                                                    |         |
| 2.  | Book Of Saturday (Fripp, Wetton, Palmer-James)                                     | 2:53    |
|     |                                                                                    |         |
| 3.  | Easy Money (Fripp, Wetton, Palmer-James)                                           | 7:55    |
|     |                                                                                    |         |
| 4.  | Larks' Tongues In Aspic: Part Two (Fripp)                                          | 7:09    |
|     |                                                                                    |         |
| 5.  | The Night Watch (Fripp, Wetton, Palmer-James)                                      | 4:40    |
|     |                                                                                    |         |
| 6.  | The Great Deceiver (Fripp, Wetton, Palmer-James)                                   | 4:03    |
|     |                                                                                    |         |
| 7.  | Fracture (Abridged) (Fripp)                                                        | 6:57    |
|     |                                                                                    |         |
| 8.  | Starless (Abridged) (Cross, Fripp, Wetton, Palmer-James)                           | 4:38    |
|     |                                                                                    |         |
| 9.  | Red (Fripp)                                                                        | 6:17    |
|     |                                                                                    |         |
| 10. | Fallen Angel (Fripp, Wetton, Palmer-James)                                         | 5:59    |
|     |                                                                                    |         |
| 11. | One More Red Nightmare (Fripp, Wetton)                                             | 7:09    |
|     |                                                                                    |         |
|     |                                                                                    | 1:08:33 |
|     |                                                                                    |         |

| 1.  | Elephant Talk                | 4:42    |
|     |                              |         |
| 2.  | Frame By Frame               | 5:08    |
|     |                              |         |
| 3.  | Matte Kudasai                | 3:48    |
|     |                              |         |
| 4.  | Thela Hun Ginjeet            | 6:26    |
|     |                              |         |
| 5.  | Heartbeat                    | 3:54    |
|     |                              |         |
| 6.  | Waiting Man                  | 4:22    |
|     |                              |         |
| 7.  | Neurotica                    | 4:48    |
|     |                              |         |
| 8.  | Requiem                      | 6:36    |
|     |                              |         |
| 9.  | Three Of A Perfect Pair      | 4:11    |
|     |                              |         |
| 10. | Sleepless                    | 5:22    |
|     |                              |         |
| 11. | Discipline                   | 5:05    |
|     |                              |         |
| 12. | The Sheltering Sky           | 8:16    |
|     |                              |         |
| 13. | The King Crimson Barber Shop | 1:31    |
|     |                              |         |
|     |                              | 1:04:09 |
|     |                              |         |

| 1. | Get Thy Bearings (1969) (Donovan / Variations Fripp, McDonald, Lake, Giles)         | 9:33    |
|    |                                                                                     |         |
| 2. | Travel Weary Capricorn (1969) (Fripp, Sinfield, McDonald, Lake, Giles)              | 4:30    |
|    |                                                                                     |         |
| 3. | Mars (1969) (Holst, arranged Fripp, McDonald, Lake, Giles)                          | 8:42    |
|    |                                                                                     |         |
| 4. | The Talking Drum (1973) (Cross, Fripp, Wetton, Bruford, Muir)                       | 8:29    |
|    |                                                                                     |         |
| 5. | 21st Century Schizoid Man (1973) (Fripp, McDonald, Lake, Giles, Sinfield)           | 9:20    |
|    |                                                                                     |         |
| 6. | Asbury Park (1974) (Cross, Fripp, Wetton, Bruford)                                  | 6:50    |
|    |                                                                                     |         |
| 7. | Larks' Tongues In Aspic: Part Three (Excerpt) (1984) (Belew, Bruford, Fripp, Levin) | 2:42    |
|    |                                                                                     |         |
| 8. | Sartori In Tangiers (1984) (Belew, Bruford, Fripp, Levin)                           | 4:13    |
|    |                                                                                     |         |
| 9. | Indiscipline (1982) (Belew, Bruford, Fripp, Levin)                                  | 7:02    |
|    |                                                                                     |         |
|    |                                                                                     | 1:01:21 |
|    |                                                                                     |         |

Produkcja – King Crimson (utwory: 1-1 do 1-5, 1-10, 1-11, 2-1 do 2-11, 3-1 do 3-4, 3-9 do 3-12), Peter Sinfield (utwory: 1-6 do 1-9, 1-12), Robert Fripp (utwory: 1-6 do 1-9, 1-12), Rhett Davies (utwory: 3-1 do 3-12)

## Odbiór

### Opinie krytyków
| Recenzje                          | Recenzje |
| Publikacja                        | Ocena    |
| --------------------------------- | -------- |
| AllMusic                          | [ 2 ]    |
| Entertainment Weekly              | B+       |
| Prog Archives                     | 3.68/5.0 |
| Rate Your Music                   | 4.25/5   |
| The New Rolling Stone Album Guide | [ 7 ]    |
| Sputnikmusic                      | 4.0/5    |
| Tylko Rock                        | [ 3 ]    |

Steve Huey z AllMusic uważa, iż „ogólnie rzecz biorąc, Frame by Frame nie zawodzi. Przy czterech płytach jest to może trochę za duży zestaw”. Choc wybor Roberta Frippa co do zestawu utworów można jego zdaniem kwestionować, to jednak skrócenie niektórych dłuższych utworów sprawia, że „słucha się ich lepiej i bardziej zwarcie. Zarazem „tak remastering, jak i liner notes są znakomite” i „mimo drobnych wad, [album] to tak naprawdę wszystko, czego można by oczekiwać od podstawowego box setu King Crimson” – podsumowuje recenzent dając wydawnictwu cztery i pół gwiazdki.
Według Davida Browne’a z magazynu Entertainment Weekly The Essential King Crimson/Frame By Frame podąża tropem 15-letniej historii zespołu. Jego członków nazwał „najbardziej jajogłowymi art-rockowcami, którzy pod przewodnictwem gitarzysty i technofila Roberta Frippa przesuwają nieustannie granice progresywnego rocka”. Recenzent wysoko ocenił „okazałe opakowanie, w skład którego wchodzi książeczka z kroniką zespołu”.